# Station Smolniki
Station Smolniki is een spoorwegstation in de Poolse plaats Smolniki.